# Axonolaimus hexapilus
Axonolaimus hexapilus är en rundmaskart som beskrevs av Christian Wieser och Stephen Donald Hopper 1967. Axonolaimus hexapilus ingår i släktet Axonolaimus och familjen Axonolaimidae. Inga underarter finns listade i Catalogue of Life.